# Ramón Carazo
Ramón Carazo Martínez (Granada, 1896-Granada, 1936) fue un pintor español, vinculado a la escuela granadina del primer tercio del siglo XX.

## Biografía
Nacido en Granada en 1896, Ramón Carazo inició su formación artística con José Larrocha e Isidoro Marín Garés, antes de trasladarse a Madrid para perfeccionarla junto al pintor valenciano Cecilio Pla en la Real Academia de Bellas Artes de San Fernando. Era hijo de Ramón Carazo Martín, también pintor —autor habitual de carocas para el Corpus granadino— y concejal del Ayuntamiento de Granada durante la dictadura de Primo de Rivera. Su hermano, José Carazo (1891-1958), también fue pintor.
En 1914 regresó a Granada e inició su participación activa en la vida cultural local, especialmente en certámenes organizados por el Centro Artístico, Literario y Científico. Entre 1915 y 1931 celebró numerosas exposiciones individuales en el mismo Centro granadino, lo que consolidó su presencia como figura destacada del panorama artístico granadino. También participó en las Exposiciones de Bellas Artes de 1914 y 1916, celebradas en la ciudad. En 1929 formó parte de la histórica Exposición Regional de Arte Moderno, organizada por Antonio Gallego Burín en la Casa de los Tiros, que reunió a los principales artistas granadinos de la época. Entre 1922 y 1933 ejerció como profesor en la Escuela de Artes y Oficios de la ciudad. Su trayectoria se vio truncada por su fallecimiento en Granada el 8 de febrero de 1936, con tan solo treinta y nueve años. Aunque había alcanzado cierto reconocimiento en vida, su figura quedó parcialmente olvidada durante décadas, en parte debido al contexto político convulso en que se produjo su muerte.
Durante su juventud, Carazo tuvo contacto con círculos intelectuales granadinos, entre ellos la tertulia «El Rinconcillo», donde coincidió con figuras como Federico García Lorca y Manuel Ángeles Ortiz. Participó asiduamente en las Exposiciones Nacionales de Bellas Artes en Madrid hasta 1932, donde, aunque no obtuvo premios, logró consolidar su mercado artístico. También compartió inquietudes artísticas con colegas como Eduardo Chicharro, Beltrán Masses, Néstor o Eugenio Hermoso. Entre sus influencias más reconocidas destacan Ignacio Zuloaga y, muy especialmente, Gabriel Morcillo, con quien compartió docencia en la Escuela de Artes y Oficios. Aunque en sus inicios mostró interés por las vanguardias, pronto evolucionó hacia un estilo propio influido por el simbolismo y el decadentismo, con ecos del posimpresionismo.

## Obra
Junto a Gabriel Morcillo, fue uno de los últimos grandes creadores de una escuela granadina específicamente autóctona, heredera de Rodríguez-Acosta y López Mezquita, cuyo estilo no tuvo continuidad relevante en la ciudad. Cultivó con igual destreza el costumbrismo, el paisaje y el retrato, demostrando una notable versatilidad dentro de una línea realista ligada a la estética local.  Su obra se caracteriza por la atención minuciosa a escenas populares de su entorno inmediato, lo que refuerza su filiación costumbrista. En sus composiciones representó con sensibilidad a personajes humildes —vecinas, niñas, gitanas, vendedores— a quienes retrató con una mirada respetuosa, alejada del pintoresquismo o la caricatura. Incorporó con minuciosidad elementos del ámbito doméstico y tradicional granadino —lozas de Andújar y Níjar, cristales de Castril, cobres, mantas alpujarreñas— que contribuyen a crear una atmósfera cálida y reconocible. Estos objetos, además de enriquecer la ambientación, otorgan un valor etnográfico a su pintura.
Aunque su producción no fue muy extensa —se estima en torno al centenar de obras—, destaca por una técnica depurada y una estética personal que combina la tradición figurativa con una sensibilidad poética. En sus primeros años se aprecian influencias del simbolismo y la ilustración, aunque posteriormente evolucionó hacia un clasicismo de raíz popular.

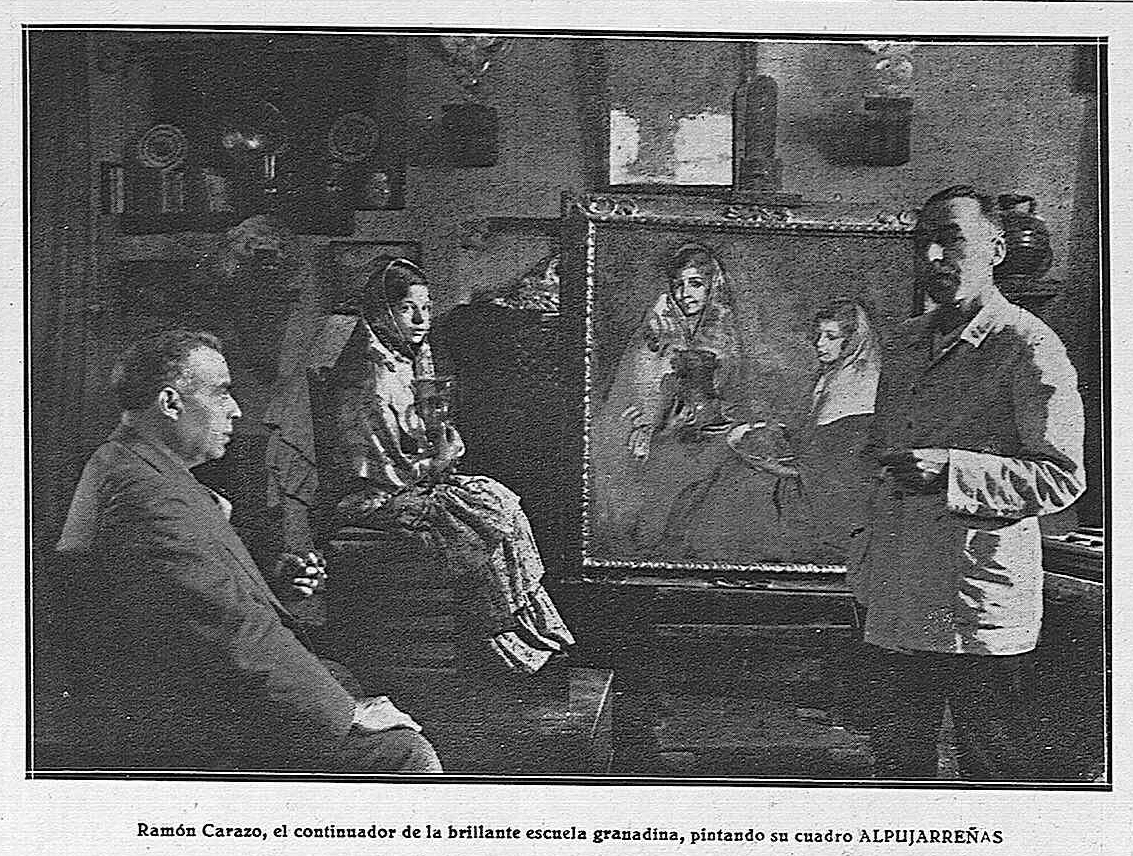
Ramón Carazo pintando su cuadro Alpujarreñas

Entre sus obras más conocidas figuran Mocita alpujarreña, Ángeles, Señora con mantilla, La niña de la jarra, Rosarito del Dauro, Marta y María, Trini, José Román y Gitana, que ilustran su capacidad para captar la esencia del alma granadina. Buena parte de su producción se conserva en colecciones particulares, principalmente en Granada. Durante los años treinta comenzó a exponer en Argentina, alcanzando notable éxito, lo que motivó que gran parte de su producción se dirigiera a ese país. La colección más numerosa que se conserva pertenece a su familia, e incluye cinco cuadros de gran formato y siete obras menores, en su mayoría retratos. Entre ellas destacan Ángeles, Señora con mantilla, La niña de la jarra y Rosarito del Dauro, junto a apuntes, paisajes y retratos íntimos como el de su bisabuelo y otro titulado Ana María.
En 1989, la Diputación de Granada le dedicó una exposición monográfica que contribuyó a recuperar su figura y a posicionarlo como referente de la pintura granadina contemporánea. La crítica especializada lo reconoce como uno de los máximos exponentes de la escuela granadina de su época.

Su pintura se caracteriza por un estilo depurado, de atmósfera intimista, en la que abundan elementos del entorno andaluz, como cerámicas de Níjar, cobres batidos, tejidos alpujarreños o vidrios de Castril, integrados en composiciones que remiten a un clasicismo popular muy personal.

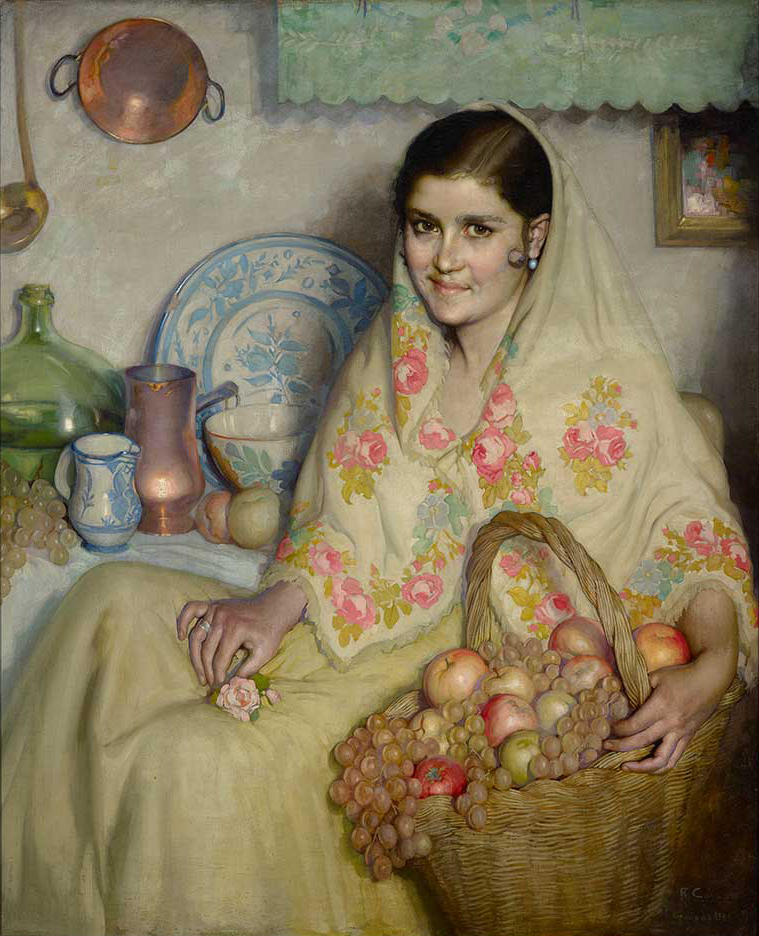
Mocita alpujarreña
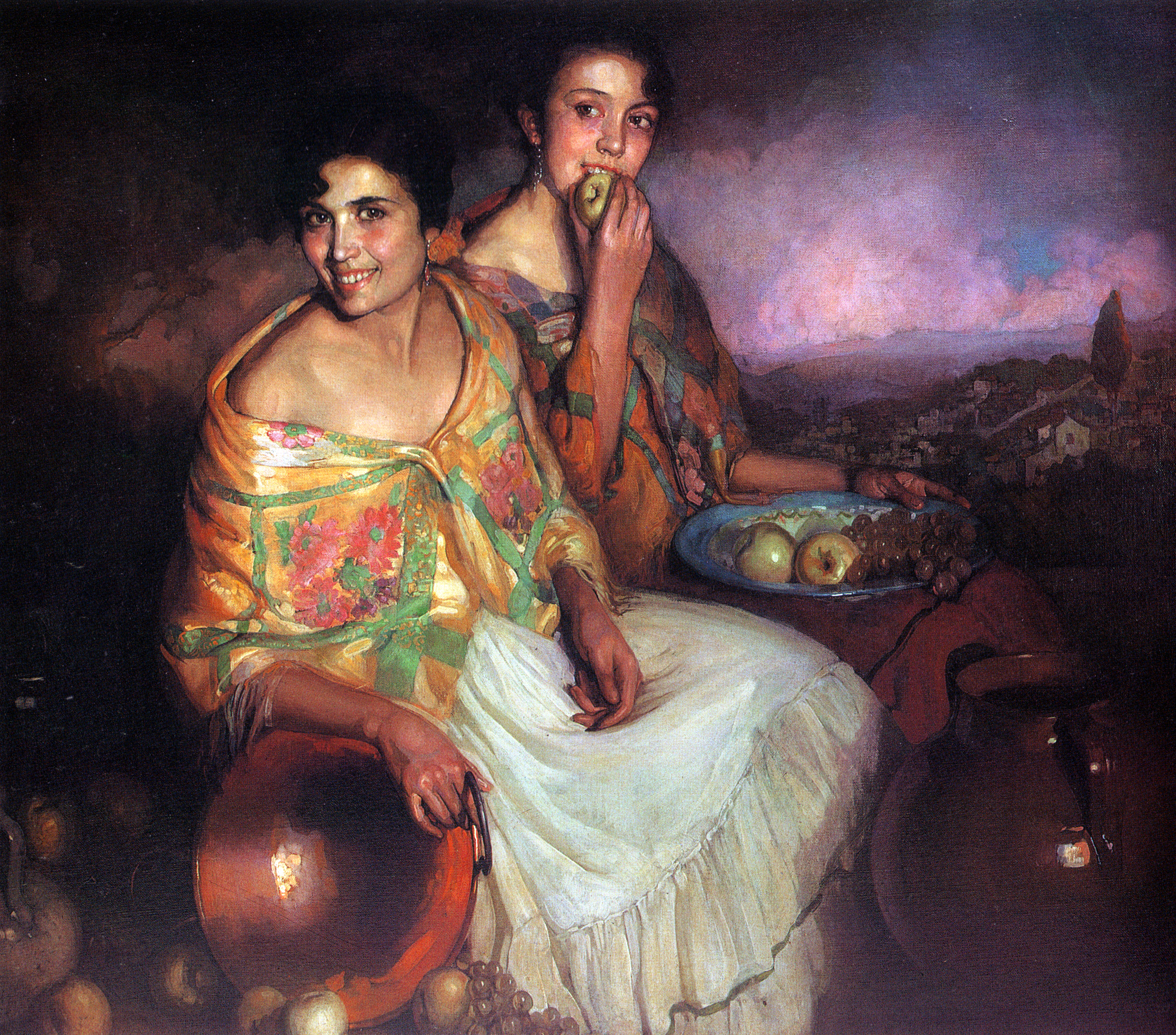
Marta y María
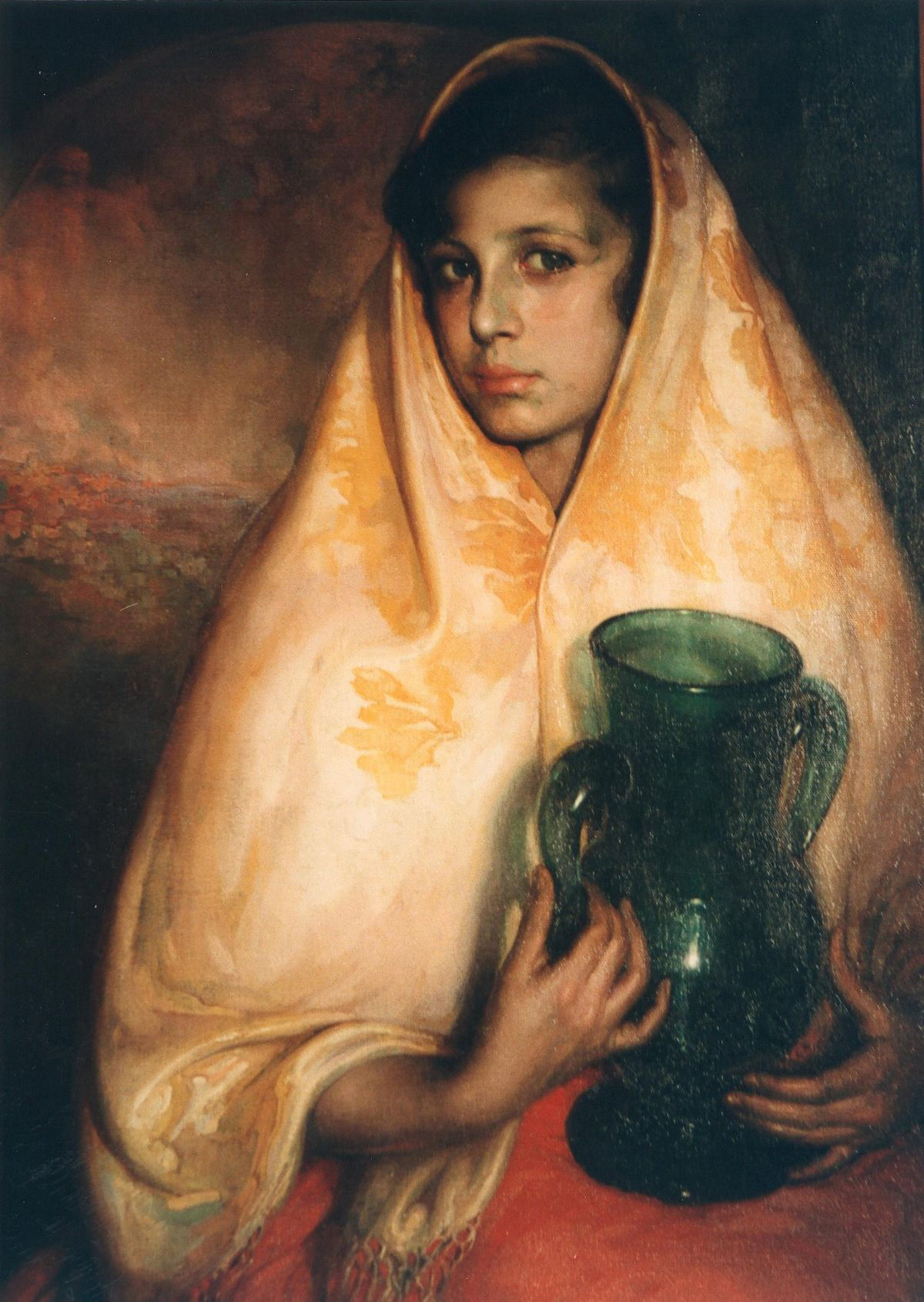
La niña de la jarra
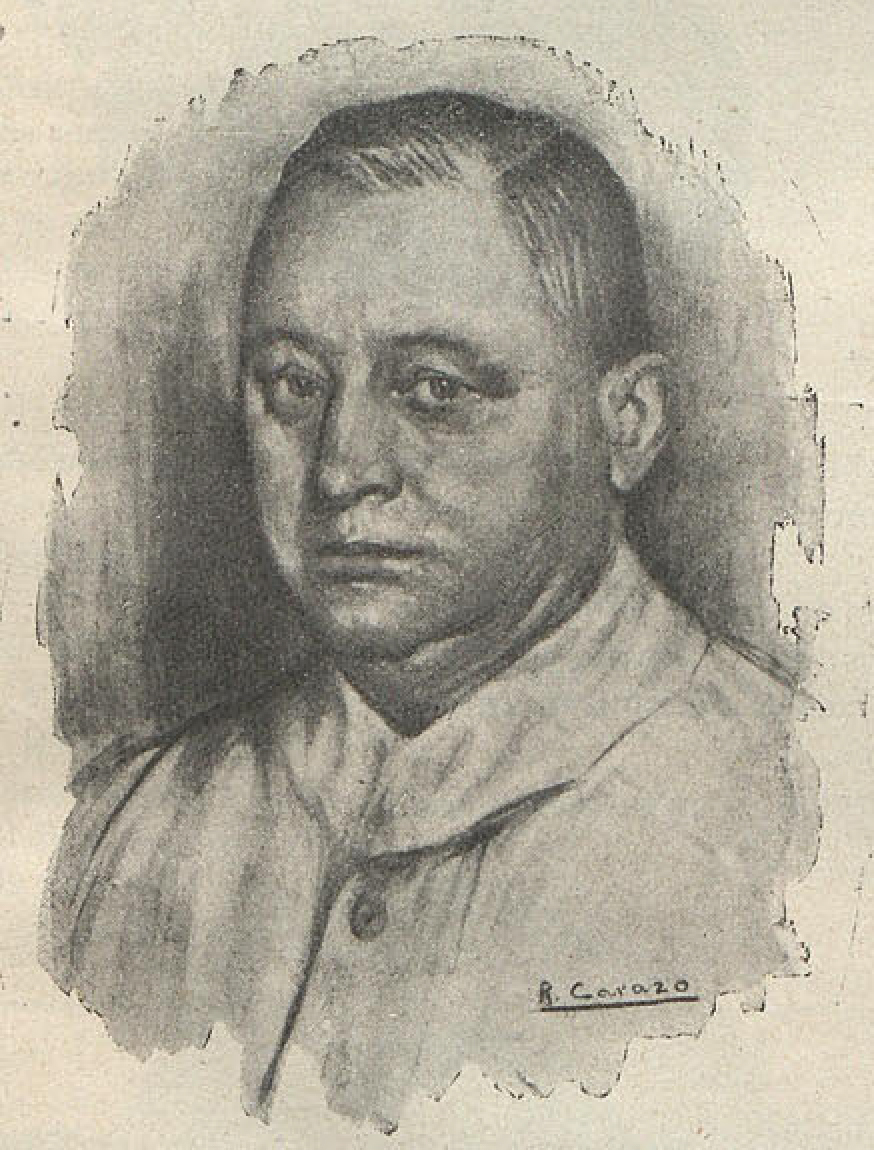
José Román
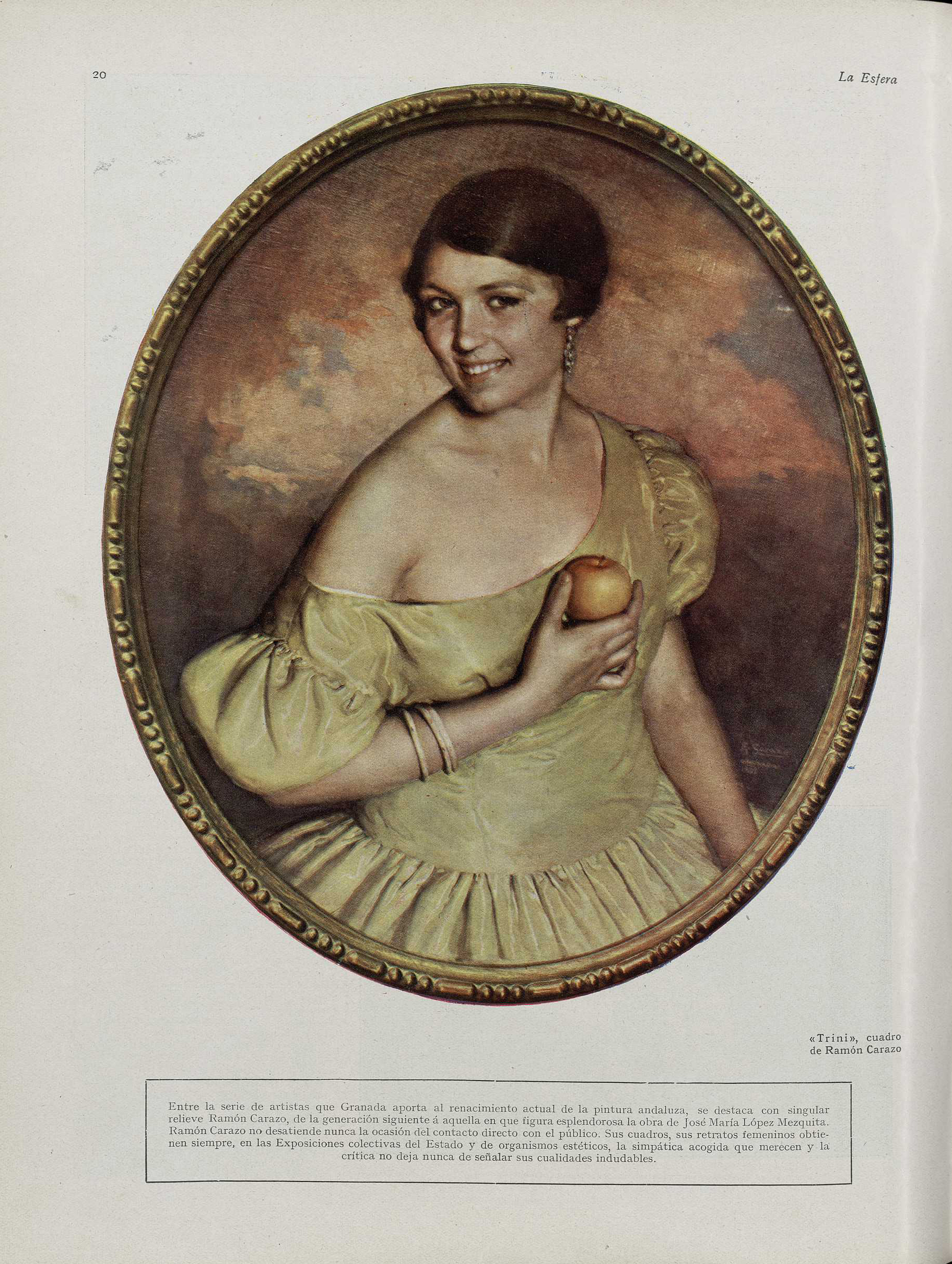
Trini
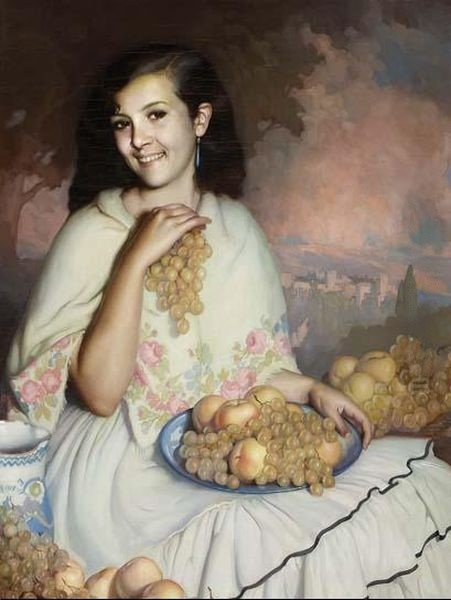
Muchacha con uvas
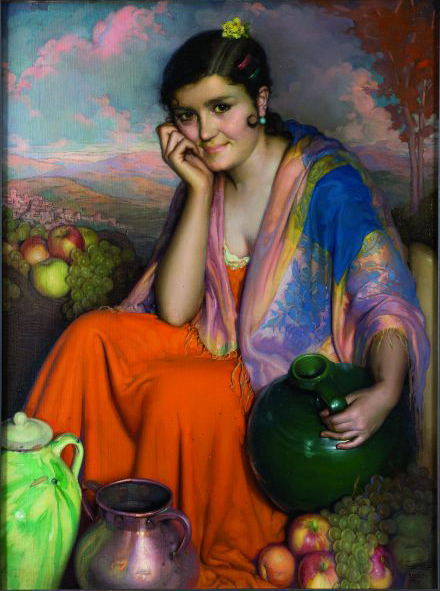
Ana María

## Legado y reconocimiento
La recuperación institucional de Ramón Carazo comenzó en 1989, con una exposición monográfica organizada por la Diputación de Granada, que contribuyó a rescatar su figura y a reintegrarlo entre los nombres relevantes del arte granadino.
En 2023 el Centro Cultural CajaGranada acogió la muestra «Ramón Carazo. 1896-1936. Una tradición renovada», que reunió 26 obras, documentos, fotografías y material de archivo. Esta exposición consolidó su revalorización y confirmó el interés que genera en el mercado artístico contemporáneo.
Entre las obras más codiciadas se encuentra Mocita alpujarreña, subastada en la galería Fernando Durán en Madrid, con alta valoración técnica y artística. Su familia ha intentado recuperar otras piezas dispersas, algunas presentes en colecciones privadas de Argentina, Bélgica y Francia.
En el carmen de Bellavista, donde vivió y murió, se conserva una placa en su memoria, además de numerosas obras que han contribuido a mantener viva su imagen. Su legado pervive en el patrimonio artístico granadino y en el esfuerzo de conservación emprendido por sus descendientes.